# Központi-hegyvidék
A Központi-hegyvidék hegység az Indokínai- és a Maláj-félszigeten, Mianmar, Thaiföld és Malajzia területén. Legmagasabb csúcsa a Doi Inthanon.

## Elhelyezkedése
Az Indokínai-félsziget tengelyében elhelyezkedő hegységeknek (Tanen, Dawna, Bilauktaung Taninthari Taing más néven: Tenasserim, Titiwangsa) nincs egységes elnevezésük, ezért a magyar földrajzi szakirodalomban Központi-hegyvidék kifejezéssel hivatkoznak rájuk. A vonulatokat északról a San-fennsík határolja. A hegység északabbi részét nyugatról a Szalvin, keletről a Csaophraja folyóvölgyei kísérik. Dél felé a hegység a fokozatosan elkeskenyedő Maláj-félszigeten a Kra-földszoroson túlnyúlva egészen a félsziget déli csúcsáig folytatódik.

## Kialakulása

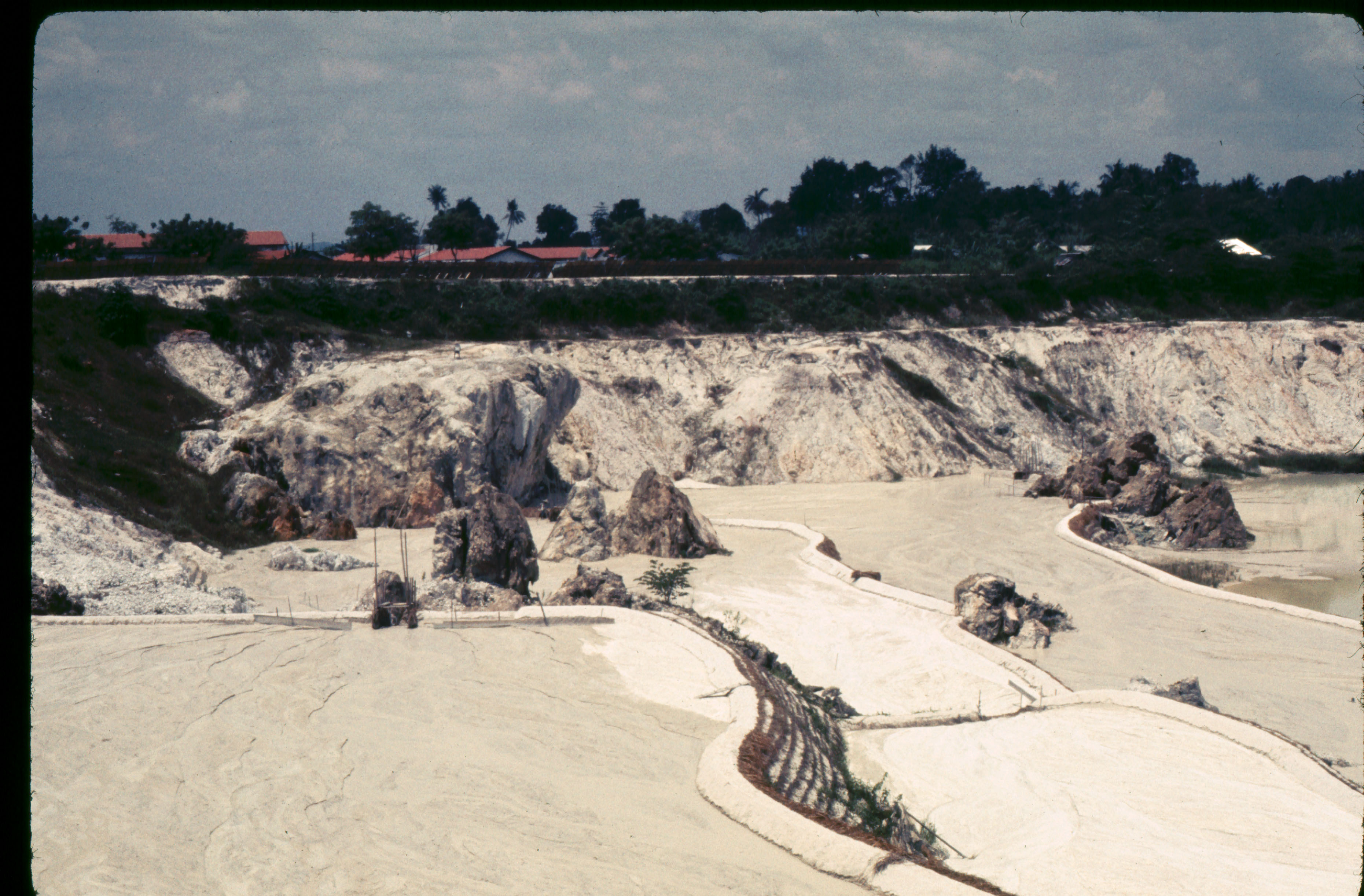
Ónércbánya Kuala Lumpur közelében

A hegyvidék legrégebbi kőzetei - idősebb gránitok és gyűrt tengeri üledékes kőzetek - az óidő végén, a variszkuszi hegységképződés során jöttek létre. Fő tömegét azonban a középidei indoszínai hegységképződés során kialakult kőzetek alkotják. Ezekben nagy mennyiségben gránit nyomult be, mely sok helyen tartalmaz ásványkincseket. A legfontosabb ezek közül az ónérc, de aranyat, rezet, molibdént és wolframot is találhatunk.

## Tájai

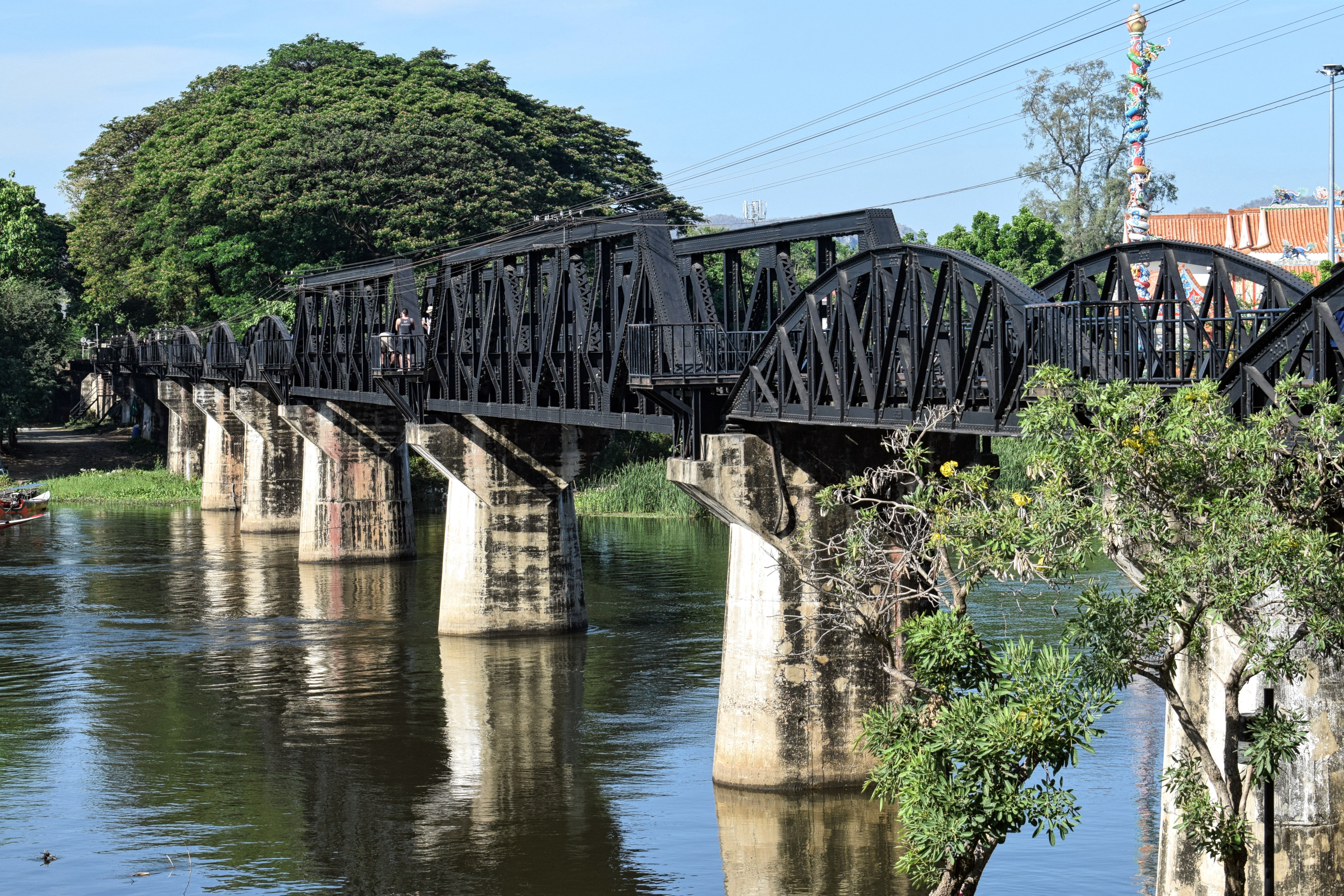
Vasúti híd a Kwai folyón Kanchanaburi mellett

A Központi-hegyvidéknek a San-fennsíktól délre fekvő, északi része (pl. Tanen-hegység, Dawna-hegység az Észak-thaiföldi-hegyvidék összefoglaló nevet kapta. Felépítésében az előidőből származó kristályos kőzetek, óidei mészkövek és kvarcitok, valamint a középidő jura időszakából benyomuló gránit vesznek részt. A hegység kelet-délkelet felé, a Mekong völgye irányában fokozatosan alacsonyodik. Legmagasabb pontja, a 2567 méteres Doi Inthanon a róla elnevezett nemzeti park területén fekszik. Itt a szűk meredek falú folyóvölgyek jellemzőek, helyenként kialudt vulkánok is találhatóak. Északi, nehezen megközelíthető területe az ópiumtermesztéséről hírhedt Arany háromszög. Délebbi részén a hegyvonulatok 100–150 km-re szélesednek, de már csak 1500-2000 méterig emelkednek. Meredek falú völgyei között alig van nyugat-kelet irányú átjárás, ezért kiemelten fontos a hegyvidék nyugati peremén, 600 méteres magasságban fekvő Három Pagoda-hágó közlekedési szerepe. Az itt eredő Khwae Noi (Kwai) folyó a második világháború során a japánok által brit hadifoglyokkal építtetett hídjáról lett ismert.

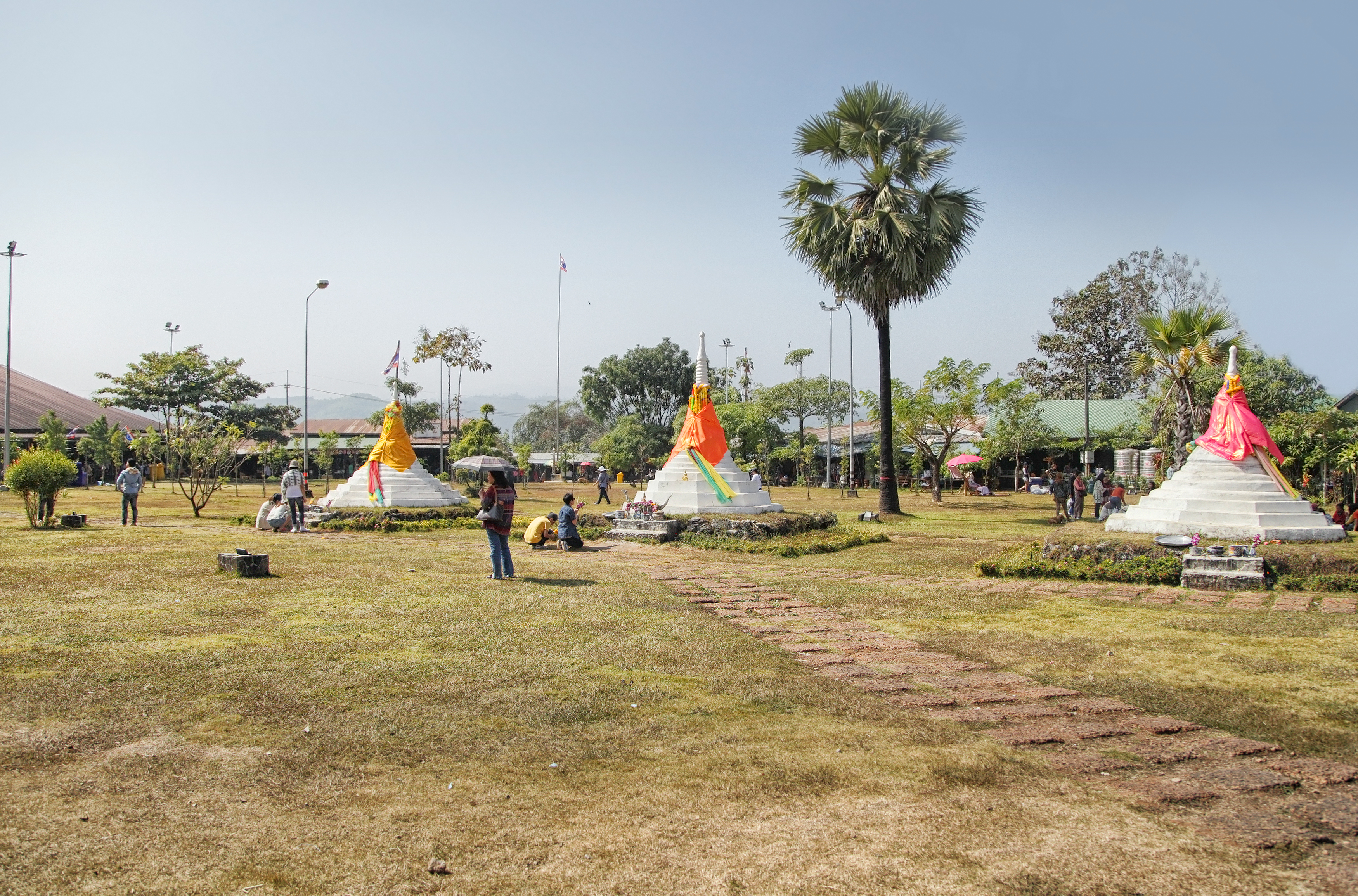
A hágónak nevet adó három pagoda

A következő vonulat neve Tenasserim-hegység, ez a Három Pagoda-hágótól a Kra-földszorosig, kb. 600 km hosszan húzódik. Gránitból és dioritból álló hegyhátait a sok csapadék (akár évi 4000 mm) miatt az erózió lekerekítette, ezek közül kiemelkednek a keményebb kvarcitból felépülő rögök. A permben lerakódott mészkő karsztosodása látványos trópusi szigethegyes karsztvidéket hozott létre. Nyugati, süllyedő partvidékét gránitszigetek szegélyezik (pl. Phuket).
A Kra-földszorostóól délre a hegység neve Thaiföldön Sankalakiri, Malajziában pedig Titiwangsa, vagy Banjaran Besar, jelentése: Fő-lánc). A nyugati partvidéken egy óidőben keletkezett mészkőtábla feldarabolódott maradványai találhatóak. Az Andamán-tenger partján látványos mészkőtornyok emelkednek, a meredek mészkőfalakba pedig a tenger abráziós fülkéket, barlangokat mélyített. A Thai-öböl felé eső lapos keleti partokon lagúnák, rekesztőturzások alakultak ki a tenger építő munkája nyomán. Ezek a beléjük ömlő folyók feltöltő munkája miatt fokozatosan elmocsarasodnak.

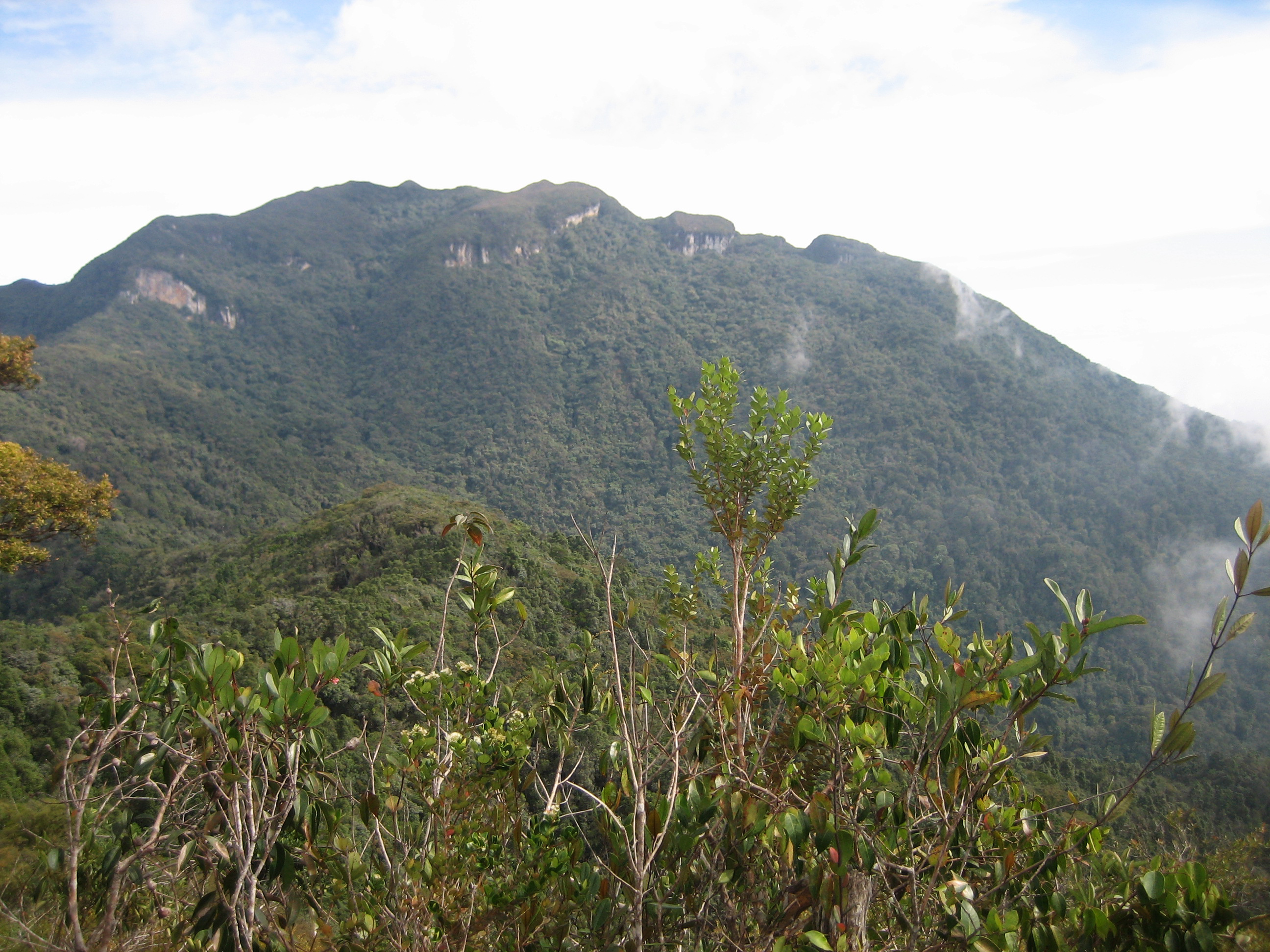
A Tahan-csúcs Malajzia Indokínai-félszigeten fekvő részének legmagasabb pontja (2187 m)

A Maláj-félsziget északi részén a vonulatok dombsággá alacsonyodnak és kiszélesednek. Itt is vannak óidei mészkövek, melléjük a középidőben gránit és szienit nyomult be, az indoszínai hegységképződés során pedig andezit- és riolitvulkánok alakultak ki. A kőzetek törések mentén aszimmetrikusan kibillentek, a hegységek mai felszínét elsősorban a mállás alakította ki. A mészkőterületek karsztos szigethegyekké szabdalódtak fel. A kőzetekből a folyók, patakok kimosták az ónércet, ami így hatalmas felöltött síkságokon rakódott le. Ennek köszönhetően a bányászata külszíni fejtéssel is megoldható.
A hegység nyugati fele egységesebb képet mutat, keleti felén magasabb csúcsok emelkednek. Ilyen a 2189 méteres Tahan, mely Malajzia első nemzeti parkjának (Tahan Negara) névadója. Nyugaton szélesebb, laposabb mangrovéval kísért síkság, keleten inkább homokdűnék húzódnak a partokon. A félsziget legdélebbi részén a kisebb alföldek összekapcsolódnak, területükből kisebb szigethegyek emelkednek ki.

## Éghajlata
A Központi-hegyvidék éghajlata a monszun hatása alatt áll. A nyár forró és nagyon csapadékos, míg a tél meleg és száraz. Ennek oka, hogy nyáron a Bengál-öböl felől érkező jelentős nedvességtartalmú  délnyugati szél, míg télen a szárazföld belsejéből érkező, szárazabb északkeleti szél a gyakori. A hegység középső és déli részein az északkeleti szél is tenger felől érkezik, így itt a tél sem száraz, az évi csapadékmennyiség pedig több, akár 4000 mm is lehet.

## Vízrajza

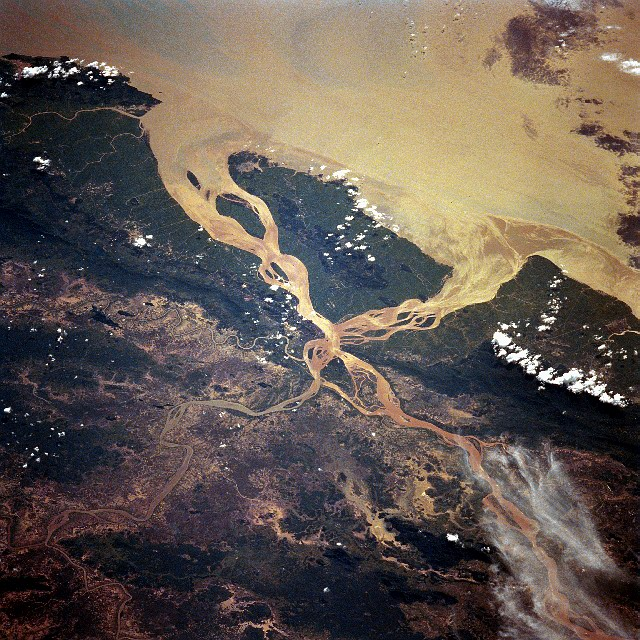
A Salween deltatorkolata műholdfelvételen

A hegyláncok észak-déli futása miatt a folyok kelet (Salween vagy Andamán-tenger) vagy nyugat (Mekong, illetve Thai-öböl) felé folynak. Általában rövidek, de nagy esésűek. Vízjárásuk a monszun csapadékeloszlását követve ingadozó: nyáron több, télen kevesebb vizet szállítanak.

## Növényzete és állatvilág

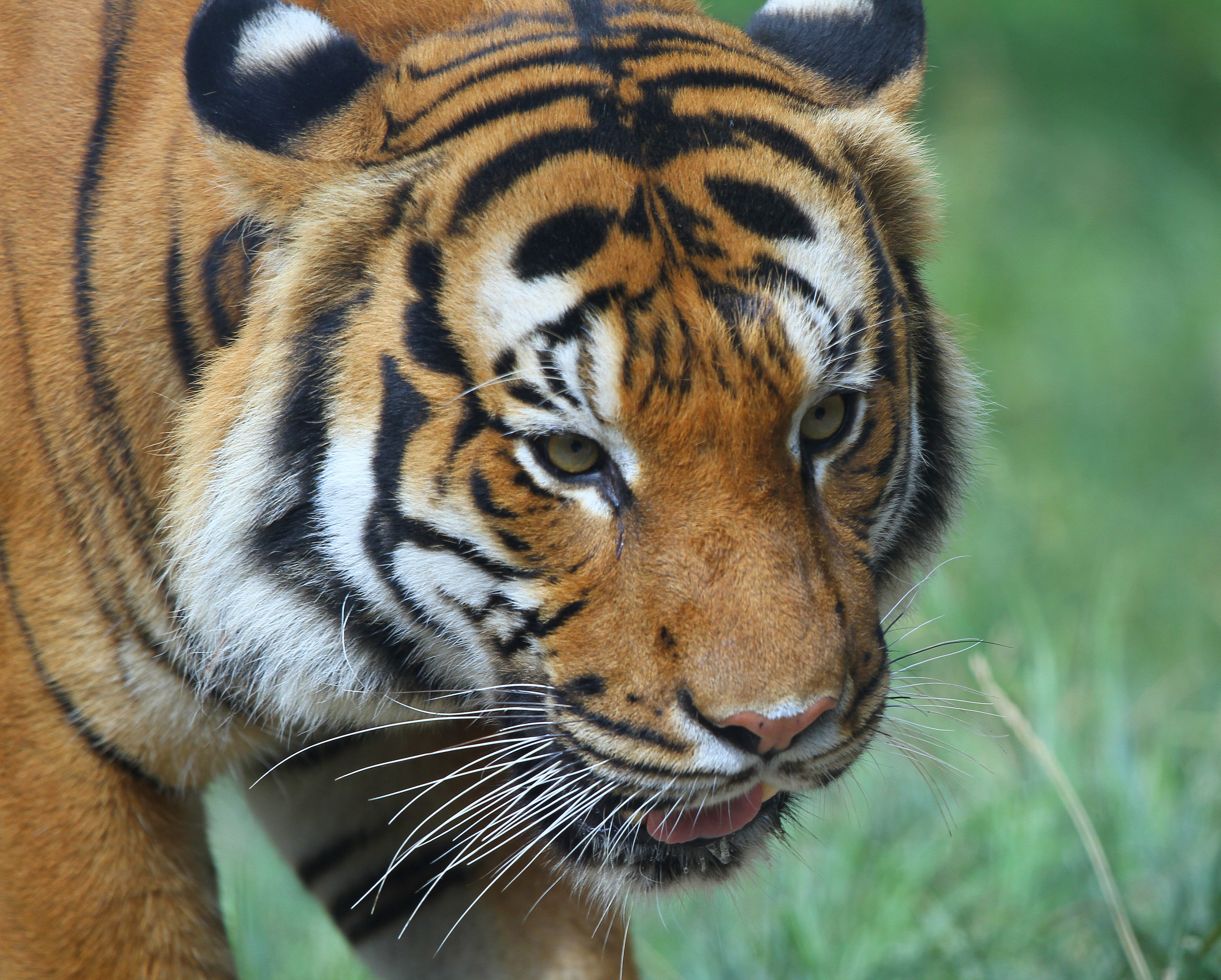
Maláj tigris

A magasabb területeket még trópusi monszunerdők fedik, de az alacsonyabb helyeken, folyóvölgyekben az ember ezeket már kiirtotta és területüket mezőgazdasági termelés alá vonta. Eredeti állatvilága is a hegységekbe szorult vissza. A thaiföldi Doi Khutan Nemzeti Parkban tigrisek és leopárdok élnek. A malajziai Tahan Negara Nemzeti parkban kb. 600 tigris és 300 vad ázsiai elefánt található.